# Чулков, Анатолий Алексеевич
Анатолий Алексеевич Чулков (род. 4 января 1951) — советский шашист, трёхкратный обладатель Кубка СССР в командном зачёте, бронзовый призёр чемпионата СССР по международным шашкам 1978 года, чемпион РСФСР, многократный чемпион Москвы, гроссмейстер СССР (1979), тренер.

## Спортивная биография
Анатолий Чулков начал заниматься в шашечной секции московского Дворца пионеров и школьников у заслуженного тренера СССР Абрама Моисеевича Сидлина. Вначале выступал за ДСО «Труд», во время прохождения службы в армии играл за Вооружённые Силы, затем был членом ДСО «Спартак». Звание мастера спорта Чулкову присвоено в 1968 году по результатам чемпионата Москвы по русским шашкам 1968 года. 
Анатолий Чулков двукратный победитель первенств СССР среди юношей по русским шашкам в составе команд ДСО «Труд» и Вооружённых Сил СССР. В 1972 году он успешно дебютировал на чемпионате РСФСР среди мужчин по русским шашкам — первое место.
На чемпионате СССР по международным шашкам среди юниоров в 1969 году, который проходил в Калуге, Чулков разделил 1-3 места с Николаем Мищанским и Янисом Римшей. После дополнительного матча-турнира, победив по разу каждого из соперников, первое место завоевал Мищанский. Второе место по лучшему коэффициенту занял Римша. Анатолий остался на третьем месте.
В 1971 году он дебютировал в чемпионате Москвы по стоклеточным шашкам (называемым также международными шашками), заняв 7 место из 16 участников. Впоследствии, Анатолий Чулков завоевал одиннадцать золотых медалей чемпиона столицы — в 1974, 1976, 1977, 1978, 1980, 1981, 1983, 1984 , 1987, 1991 и 1994 годах. Он стал восьмым чемпионом столицы по стоклеточным шашкам. Столько же побед у гроссмейстера Владимира Агафонова. Кроме 11 золотых медалей у Чулкова 2 серебряные награды: (1979 и 1988).
В 1988 году Чулков — победитель матча СССР-Голландия в составе команды СССР.
Анатолий Чулков сыграл в 11 чемпионатах СССР по стоклеточным шашкам. Высшее достижение — 3 место в чемпионате СССР 1978 года. В 1979 году он получил звание гроссмейстера СССР. В чемпионатах СССР по стоклеточным шашкам он выиграл 28 партий, 24 проиграл и 140 партий завершил вничью (выигрывал у чемпионов мира Исера Купермана, Андриса Андрейко и чемпиона СССР Михаила Корхова (дважды)).
Анатолий Чулков — трёхкратный победитель Кубка СССР в командном зачёте: по русским шашкам в составе команды РСФСР; по стоклеточным шашкам в составах команд Москвы и ДСО «Спартак». Обладатель бронзовой медали Кубка СССР в командном зачёте в составе команды Москвы (1 место - команда Белоруссии, 2 место - команда Латвии).
В блице он чемпион Москвы: по русским шашкам — 6 раз (1974, 1977, 1978, 1979, 1986 и 1988); 5 раз занимал второе место (1970, 1972, 1981, 1985, 1987), по стоклеточным шашкам — 2 раза (1977, 1978); 3 раза занимал второе место (1974, 1976, 1979); 4 раза занимал третье место (1975, 1981, 1985, 1992).

## Профессиональная деятельность
14 лет Анатолий Чулков проработал тренером по шашкам в шахматно-шашечной СДЮШОР Дворца пионеров и школьников. Работал тренером сборной команды СССР по шашкам. Анатолий Чулков подготовил международного гроссмейстера Александра Фурмана, чемпиона столицы, гроссмейстера России Ивана Костионова, неоднократного чемпиона столицы, мастера Андрея Сизова, серебряного призёра первенства мира. Чулков также был тренером чемпионки столицы, чемпионки Вооружённых сил Марии Аксёновой, которая впоследствии стала издателем Энциклопедии для детей Аванта+. Анатолий Чулков вырастил сына Кирилла Чулкова, который в 14 лет также стал гроссмейстером по шашкам.
Длительное время (около 20-ти дет) Анатолий Чулков занимался книжным бизнесом. С середины 1990-х возглавлял розничную торговлю и фирменный книжный магазин издательства "Аванта+". С середины 2000-х — собственный книжный онлайн-магазин.
Выйдя на пенсию, гроссмейстер вновь занялся тренерской работой. Он тренировал победителя и призёра чемпионатов России по русским и международным шашкам Ольгу Балукову.
Чулков избирался вице-президентом Московского союза шашистов.

## Семья
У Анатолия трое сыновей (один от первого брака, и двое — от второго). Старший сын Евгений, средний сын Кирилл (гроссмейстер), младший сын Константин.

## Отзывы
Стиль игры Чулкова описывает заслуженный тренер СССР А. Виндерман:
Игру нового лидера столичных «стоклеточников» Анатолия Чулкова выгодно характеризует умение навязать соперникам свою, причем, весьма ативную стратегию.А. Виндерман